# Rood-Wit (Aerdenhout)
Rood-Wit is een hockeyclub uit Aerdenhout. Het eerste damesteam komt uit in de Overgangsklasse en het eerste herenteam speelt sinds seizoen 2016-2017 in de eerste klasse.

## Geschiedenis
Op 1 november 1899 werd de dameshockeyclub Rood-Wit opgericht in Heemstede door Jonkvrouwe E. van de Poll. Zij was de echtgenote van de oprichter van de hockeybond. Net als Amsterdam, Bloemendaal, DSHC en Victoria dateert de club van vóór 1900. Rood-Wit was de eerste hockeyclub in Nederland waar alleen dames konden hockeyen. De bepalingen uit die tijd schreven voor dat de rokken tot 12cm van de grond mochten reiken en dat toegang van heren tot het terrein verboden was. In 1939 en 1946 werden de dames landskampioen. Vanaf 1955 werden er ook mannen tot de club toegelaten en werd Rood-Wit een Mixed Hockeyclub. In 1974 verhuisde de club naar Aerdenhout en werd de naam veranderd in A.M.H.C. Rood-Wit.

### Palmares
- Landskampioen
  - Vrouwen: 1939, 1946